# Дяволска любов
„Дяволска любов“ е сингъл на българската певица Глория издаден през 2008 година.